# Llista de volcans de Colòmbia

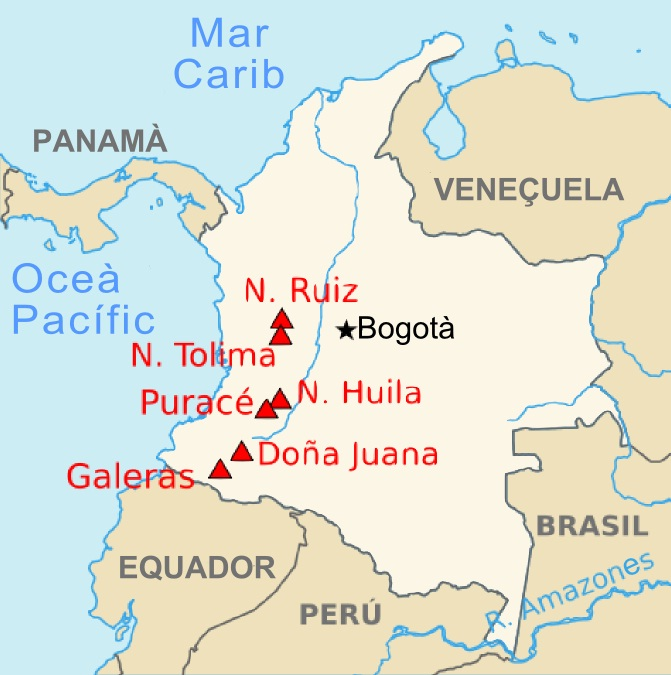
Els principals volcans a Colòmbia

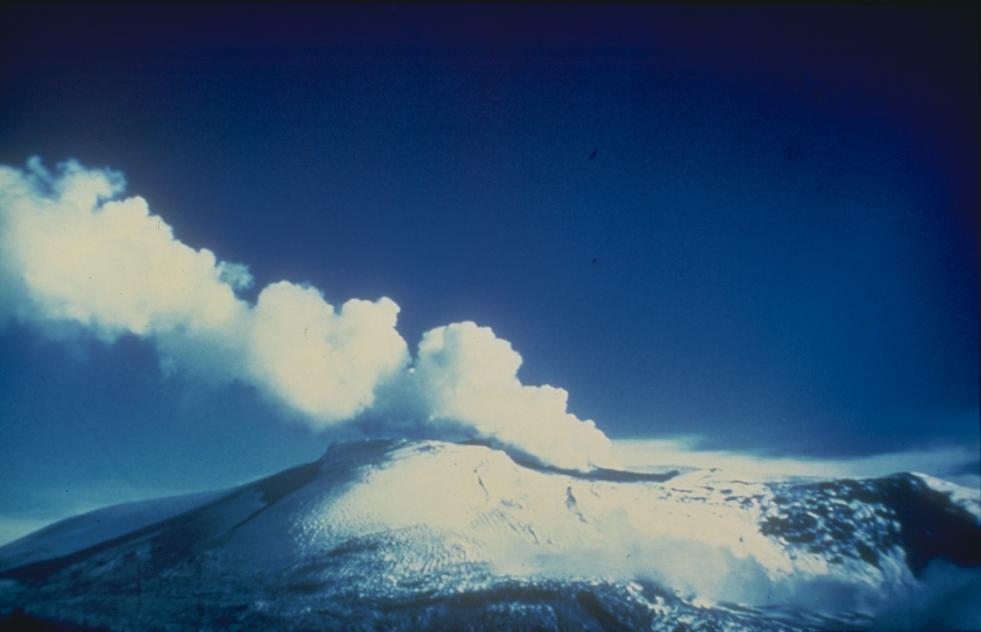
Erupció del Nevado del Ruiz el 1985.

Colòmbia posseeix molts volcans situats sobretot a les serralades central i occidental. Actualment només alguns d'ells es troben actius.
Llista dels volcans actius i extints a Colòmbia.
| Nom                      | Imatge                           | Altitud | Localització                                     | Darrera erupció     | Destacat                                        |
| Nom                      | Imatge                           | metres  | coordenades                                      | Darrera erupció     | Destacat                                        |
| Azufral                  | Volcà Azufral                    | 4.070   | 1° 05′ N, 77° 41′ O / 1.08°N,77.68°O             | 930 AEC ?           |                                                 |
| Cerro Bravo              | Cerro Bravo                      | 4.000   | 5° 05′ 31″ N, 75° 18′ 00″ O / 5.092°N,75.30°O    | 1720 ± 150 anys     | El més oriental                                 |
| Cerro Machín             |                                  | 2.650   | 4° 29′ N, 75° 24′ O / 4.48°N,75.40°O             | 1180 ± 150 anys     | El menys alt                                    |
| Cerro Negro de Mayasquer |                                  | 4.445   | 0° 59′ N, 77° 53′ O / 0.98°N,77.88°O             | 1936                |                                                 |
| Cumbal                   | Cumbal                           | 4.764   | 0° 49′ N, 77° 58′ O / 0.82°N,77.96°O             | 1926                | El més meridional i occidental                  |
| Doña Juana               | Volcà Doña Juana                 | 4.150   | 1° 28′ N, 76° 55′ O / 1.47°N,76.92°O             | 1906                |                                                 |
| Galeras                  | Volcà Galeras - Pasto            | 4.276   | 1° 13′ 0″ N, 77° 22′ 0″ O / 1.21667°N,77.36667°O | 2010                | El més recentment actiu                         |
| Nevado de Santa Isabel   | Nevado de Santa Isabel           | 4.950   | 4° 49′ N, 75° 22′ O / 4.82°N,75.37°O             | 2800 AEC ± 100 anys |                                                 |
| Nevado del Huila         | Nevado del Huila                 | 5.365   | 2° 55′ N, 76° 03′ O / 2.92°N,76.05°O             | 2008                | El més alt                                      |
| Nevado del Ruiz          | Nevado del Ruiz                  | 5.321   | 4° 53′ N, 75° 22′ O / 4.883°N,75.367°O           | 1991                |                                                 |
| Nevado del Tolima        | Nevado del Tolima el 1985        | 5.200   | 4° 40′ N, 75° 20′ O / 4.67°N,75.33°O             | 1943                |                                                 |
| Petacas                  |                                  | 4.054   | 1° 34′ N, 76° 47′ O / 1.57°N,76.78°O             | 5950 AEC ± 500 anys | Un dels més anys inactiu                        |
| Puracé                   | Volcà Puracé vist des de Popayán | 4.650   | 2° 19′ N, 76° 24′ O / 2.32°N,76.40°O             | 1977                |                                                 |
| Romeral                  |                                  | 3.858   | 5° 12′ 22″ N, 75° 21′ 50″ O / 5.206°N,75.364°O   | 5950 AEC ± 500 anys | El més septentrional i un dels més anys inactiu |
| Sotará                   | Volcà Sotará                     | 4.400   | 2° 07′ N, 76° 35′ O / 2.12°N,76.58°O             | No es coneix        |                                                 |